# Farigia fragilis
Farigia fragilis är en fjärilsart som beskrevs av William Schaus 1906. Farigia fragilis ingår i släktet Farigia och familjen tandspinnare. Inga underarter finns listade i Catalogue of Life.